# Klakar
Die Gemeinde Klakar liegt im mittleren Teil der kroatischen Gespanschaft Brod-Posavina, östlich der Stadt Slavonski Brod.
Die Zahl der Einwohner beträgt 2319 (Volkszählung 2011), die in vier Dörfern wohnen: Ruščica mit 1135, Gornja Bebrina mit 487, Klakar mit 272 und Donja Bebrina mit 425 Einwohnern. Die durchschnittliche Höhe beträgt etwa 88 Meter. Die Einwohner sind ihrer Nationalität nach größtenteils kroatisch und der Religion nach römisch-katholisch. Die benachbarten Gemeinden sind: im Westen Gornja Vrba, Richtung Osten Oprisavci, Richtung Süden grenzt die Gemeinde an das Nachbarland Bosnien-Herzegowina. Der Boden im Bereich der Gemeinde ist sehr eben und fruchtbar. Von Ruščica bis Donja Bebrina, entlang des Flusses Save, gibt es eine breite Weidenlandschaft, auf der im Sommer viele Kühe und andere Tiere grasen. Von den Wirtschaftszweigen her ist die verbreitetste die Landwirtschaft, besonders die Viehzucht. Es gibt etwa 50 kleinere private Unternehmen, die daneben noch die Wirtschaft des Ortes bilden.
In der näheren Zukunft soll das Problem der Trinkwasserversorgung gelöst werden.
Die im Herbst durch Schmelzwasser überfluteten Landteile, zumeist flaches Weideland, der Gemeinde betragen etwa 1500 Hektar. Sie bilden ein Biotop für Wild und Fische.